# Anneke Schwabe
Anneke Schwabe (* 5. Juli 1978 in Celle) ist eine deutsche Film- und Theaterschauspielerin.

## Leben
Geboren und aufgewachsen in Celle auf dem Land, beendete Anneke Schwabe 1996 die Schule mit der Fachhochschulreife für Kunst und Gestaltung. Nach mehreren Monaten in Kapstadt, Südafrika, ging sie nach Berlin und machte dort eine einjährige Ausbildung zur Mime (Bewegungstheater). Darauf folgte von 2001 bis 2005 die  Schauspielausbildung an der Otto-Falckenberg-Schule in München. Während ihrer Ausbildung war sie außerdem als Studiosprecherin für den Bayerischen Rundfunk tätig.
Während und nach der Ausbildung spielte sie in Projekten wie Zuckersyndrom und Santo Subito – Der hl. Antonius an den Münchner Kammerspielen unter der Leitung von Franz Wittenbrink und Stefanie Mohr. Seit ihrem Abschluss 2005 spielte sie unter anderem auch häufig am Hamburger St.-Pauli-Theater und bei den Ruhrfestspielen in Recklinghausen in großen Musiktheater-Produktionen. Sie mimte die Lucy in Brechts Die Dreigroschenoper und trat als Sally Bowles in dem Stück Cabaret am St. Pauli Theater in Hamburg auf, beide Stücke entstanden unter der Regie von Ulrich Waller. Mit ihrer Schwester, der Schauspielerin Nina Schwabe, trat sie auch schon zusammen auf der Bühne auf.
Außerdem spielte und sang sie in mehreren Liederabenden von Franz Wittenbrink, wie Lust am St. Pauli Theater, Hallo Deutschland am Schauspiel Hannover und Kein schöner Land an den Münchner Kammerspielen.
Anneke Schwabe steht auch regelmäßig für Film- und Fernsehproduktionen vor der Kamera. Für Kontroverse sorgte ihre Rolle in Klaus Lemkes Finale, da sie in dem Film nackte Haut blicken ließ.
2011 war Anneke Schwabe in Anatevka und Monsterballade am St. Pauli Theater Hamburg und in dem Stück Eltern am Schauspielhaus Hamburg zu sehen.

## Filmografie
- 2006: Trau niemals Deinem Schwiegersohn (Fernsehfilm)
- 2006: Eine Chance für die Liebe (Fernsehfilm)
- 2006: Die Gipfelstürmerin (Fernsehfilm)
- 2007: Notruf Hafenkante (Fernsehserie, Folge Fahrerflucht)
- 2007: Großstadtrevier (Fernsehserie)
- 2007: Vier Meerjungfrauen – Eine stürmische Bescherung (Fernsehserie)
- 2007: Afrika, mon amour (Fernsehfilm)
- 2007: Der Fürst und das Mädchen (Fernsehserie)
- 2007: Finale (Fernsehfilm)
- 2007: Wenn Liebe doch so einfach wär’
- 2007: Höschen (Kurzfilm)
- 2007: Elvis und der Kommissar – Heiße Ware
- 2008: Das Beste kommt erst (Fernsehfilm)
- 2008: Die Einladung (Kurzfilm)
- 2009: Celos (Kurzfilm)
- 2009: Küstenwache (Fernsehserie)
- 2012: This Ain’t California
- 2012: In den besten Familien (Fernsehfilm)
- 2012: Schief gewickelt
- 2013: Beste Bescherung
- 2014: Alarm für Cobra 11 – Die Autobahnpolizei
- 2015: Großstadtrevier (Fernsehserie)
- 2018: Notruf Hafenkante (Fernsehserie, Folge Stegners letzter Coup)
- 2021: SOKO Hamburg (Fernsehserie, Folge Tödliches Erbe)
- 2022: SOKO Wismar (Fernsehserie, Folge Tod und Korn)
- 2023: Der Schatten (Fernsehserie)
- 2023: Die Heiland – Wir sind Anwalt (Fernsehserie, Folge Nichts als die Wahrheit)
- 2024: In Wahrheit (Kriminalfilmreihe, Folge Zwischen Recht und Gerechtigkeit)

## Theater
- 2004: Der heilige Antonius (Münchner Kammerspiele)
- 2004: Zuckersyndrom (Münchner Kammerspiele)
- 2005: Kein schöner Land (Münchner Kammerspiele)
- 2005: Da Capo Mario (Jubiläumstournee)
- 2006: Dreigroschenoper (St. Pauli Theater Hamburg)
- 2006: Schwestern (Politbüro Hamburg)
- 2005–2007: Cabaret (St. Pauli Theater Hamburg)
- 2006–2007: Lust (St. Pauli Theater Hamburg)
- 2008: Happy End (St. Pauli Theater Hamburg)
- 2008–2009: Hallo Deutschland (Staatsschauspiel Hannover)
- 2008: Die Ratten (Staatsschauspiel Hannover)
- 2008–2009: Tintentod (Staatsschauspiel Hannover)
- 2009: Zarathustra (Ampere Theater München)
- 2009: Gilgi – eine von uns (St. Pauli Theater Hamburg)[5]
- 2009: Denn alle Lust will Ewigkeit (Staatsschauspiel Dresden)
- 2011: Eltern (Schauspielhaus Hamburg)
- 2011: Monsterballade (St. Pauli Theater Hamburg)
- 2011: Anatevka (St. Pauli Theater Hamburg)
- 2015: Bonjour tristesse  (St. Pauli Theater Hamburg)
- 2021: Nicht anfassen! (St. Pauli Theater Hamburg)
- 2023–2024: Die Dreigroschenoper (St. Pauli Theater Hamburg)
- 2024–2025: Die Carmen von St. Pauli (St. Pauli Theater Hamburg)